# Llista de monuments de Ferreries
Llista de monuments de Ferreries catalogats pel consell insular de Menorca com a Béns d'Interès Cultural en la categoria de monuments pel seu interès històric, artístic, arquitectònic, arqueològic, històric-industrial, etnològic, social, científic o tècnic.
| Monument                                                      | Tipus                                   | Localització                                                    | Coordenades                                          | Codi?         | Imatge |
| ------------------------------------------------------------- | --------------------------------------- | --------------------------------------------------------------- | ---------------------------------------------------- | ------------- | --- |
| Talaia de s'Enclusa                                           | BIC: MBA-A01 Aq. defensiva              | Ferreries S'Enclusa                                             | 39° 59′ 39″ N, 4° 00′ 16″ E / 39.994294°N,4.004328°E | MBA-A01       | Talaia de s'Enclusa (Ferreries) · Vegeu més fotos d'aquest monument · Carregueu una nova foto d'aquest monument                                        |
| Edificació fortificada de Santa Ponça                         | BIC: SAP-A01 Aq. defensiva              | Ferreries Santa Ponça                                           | 39° 56′ 00″ N, 3° 58′ 09″ E / 39.933454°N,3.96918°E  | RI-51-0008554 | Carregueu una nova foto d'aquest monument |
| Poblat i necròpolis de Binicalsitx                            | BIC: BIC-01 Zona arqueològica visitable | Ferreries Binicalsitx, sa Talaia, camí d'Algendaret             | 39° 57′ 58″ N, 3° 59′ 37″ E / 39.966007°N,3.993599°E | RI-55-0000678 | Poblat de Binicalsitx (Ferreries) · Vegeu més fotos d'aquest monument · Carregueu una nova foto d'aquest monument                                      |
| Poblat de navetes de Son Mercer de Baix / sa Cova des Moro    | BIC: SMB-01 Zona arqueològica visitable | Ferreries Son Mercer de Baix, sa Cova des Moro, sa Terra Noveta | 39° 57′ 16″ N, 4° 00′ 22″ E / 39.954485°N,4.006105°E | RI-51-0003487 | Poblat de navetes de Son Mercer de Baix / sa Cova des Moro (Ferreries) · Vegeu més fotos d'aquest monument · Carregueu una nova foto d'aquest monument |
| Necròpolis d'Algendar Nou                                     | BIC: AGN-01 Monument prehistòric        | Ferreries                                                       | 39° 58′ 42″ N, 3° 58′ 27″ E / 39.978357°N,3.974287°E | RI-51-0003449 | Necròpolis d'Algendar Nou (Ferreries) · Vegeu més fotos d'aquest monument · Carregueu una nova foto d'aquest monument                                  |
| Necròpolis d'Algendaret                                       | BIC: AGT-01 Monument prehistòric        | Ferreries Algendaret                                            | 39° 57′ 50″ N, 3° 58′ 30″ E / 39.963917°N,3.975093°E | RI-51-0003448 | Carregueu una nova foto d'aquest monument |
| Hipogeu d'Algendar Vell                                       | BIC: AGV-01 Monument prehistòric        | Ferreries Algendar Vell, Tanca de sa Cova                       | 39° 58′ 23″ N, 3° 58′ 40″ E / 39.973184°N,3.977737°E | RI-51-0003450 | Carregueu una nova foto d'aquest monument |
| Hipogeus de s'Alberg Vell / ses Cases                         | BIC: ALV-01 Monument prehistòric        | Ferreries S'Alberg Vell, ses Cases                              |                                                      | ALV-01        | Carregueu una nova foto d'aquest monument |
| Hipogeus de s'Alberg Vell / sa Pleta Fonda, Cova de s'Androna | BIC: ALV-02 Monument prehistòric        | Ferreries S'Alberg Vell, sa Pleta Fonda                         |                                                      | ALV-02        | Carregueu una nova foto d'aquest monument |
| Pedrera dels Penyals de Binidelfà                             | BIC: BDF-03 Monument prehistòric        | Ferreries Binidelfà                                             |                                                      | BDF-03        | Carregueu una nova foto d'aquest monument |
| Hipogeus de la Beltrana                                       | BIC: BEL-02 Monument prehistòric        | Ferreries La Beltrana, pleta de ses Cases                       | 39° 58′ 53″ N, 3° 59′ 04″ E / 39.981278°N,3.984316°E | BEL-02        | Carregueu una nova foto d'aquest monument |
| Necròpolis de Binissaïd                                       | BIC: BIS-05 Monument prehistòric        | Ferreries Binissaïd, cala Santa Galdana                         | 39° 56′ 08″ N, 3° 57′ 40″ E / 39.935457°N,3.961078°E | RI-51-0003472 | Carregueu una nova foto d'aquest monument |
| Hipogeu de Biniatrum                                          | BIC: BIU-02 Monument prehistòric        | Ferreries Biniatrum, tanca de sa Cova                           |                                                      | BIU-02        | Carregueu una nova foto d'aquest monument |
| Pedrera des Calafat / els Còdols dels Dàtils                  | BIC: CAL-01 Monument prehistòric        | Ferreries Es Calafat                                            |                                                      | CAL-01        | Carregueu una nova foto d'aquest monument |
| Pedrera des Calafat / Ses Pedrissades                         | BIC: CAL-02 Monument prehistòric        | Ferreries Es Calafat                                            |                                                      | CAL-02        | Carregueu una nova foto d'aquest monument |
| Necròpolis de l'Hort de Binissaïd                             | BIC: HBI-01 Monument prehistòric        | Ferreries Hort de Binissaïd, Font dels Eucaliptus               |                                                      | HBI-01        | Carregueu una nova foto d'aquest monument |
| Hipogeu de Sant Joan                                          | BIC: SAJ-03 Monument prehistòric        | Ferreries Sant Joan, es Pont d'Enfora                           |                                                      | SAJ-03        | Carregueu una nova foto d'aquest monument |
| Cova de Santa Ponça / tanca de sa Cova                        | BIC: SAP-02 Monument prehistòric        | Ferreries Santa Ponça                                           |                                                      | SAP-02        | Carregueu una nova foto d'aquest monument |
| Cova de Santa Ponça / sa Marina, Cova des Boc                 | BIC: SAP-03 Monument prehistòric        | Ferreries Santa Ponça                                           |                                                      | SAP-03        | Carregueu una nova foto d'aquest monument |
| Cova i balmes de Santa Ponça / cova de ses Taronges           | BIC: SAP-04 Monument prehistòric        | Ferreries Santa Ponça                                           |                                                      | SAP-04        | Carregueu una nova foto d'aquest monument |
| Tomba de Sant Gabriel                                         | BIC: SGB-04 Monument prehistòric        | Ferreries Sant Gabriel                                          |                                                      | SGB-04        | Carregueu una nova foto d'aquest monument |
| Necròpolis de Son Gornés                                      | BIC: SGO-02 Monument prehistòric        | Ferreries Son Gornés                                            |                                                      | SGO-02        | Carregueu una nova foto d'aquest monument |
| Hipogeu de Son Gorneset / sa Cova del Camí                    | BIC: SGR-03 Monument prehistòric        | Ferreries Son Gorneset                                          |                                                      | SGR-03        | Carregueu una nova foto d'aquest monument |
| Hipogeu de Son Gorneset / cova des Canaló                     | BIC: SGR-04 Monument prehistòric        | Ferreries Son Gorneset                                          |                                                      | SGR-04        | Carregueu una nova foto d'aquest monument |
| Hipogeu de Son Gorneset / es Canalet                          | BIC: SGR-05 Monument prehistòric        | Ferreries Son Gorneset                                          |                                                      | SGR-05        | Carregueu una nova foto d'aquest monument |
| Hipogeu de Son Mercer de Baix / ses Cases                     | BIC: SMB-06 Monument prehistòric        | Ferreries Son Mercer de Baix, ses Cases, pleta des Trèvol       | 39° 57′ 43″ N, 4° 00′ 37″ E / 39.961867°N,4.010229°E | RI-51-0003491 | Carregueu una nova foto d'aquest monument |
| Hipogeu de Son Mercer de Baix / na Forana                     | BIC: SMB-12 Monument prehistòric        | Ferreries Son Mercer de Baix, na Forana                         |                                                      | SMB-12        | Carregueu una nova foto d'aquest monument |
| Coves i balmes de Son Mercer de Baix / sa Canaleta            | BIC: SMB-13 Monument prehistòric        | Ferreries Son Mercer de Baix, sa Canaleta                       |                                                      | SMB-13        | Carregueu una nova foto d'aquest monument |
| Hipogeu de Son Mercer de Dalt / es Coster de sa Miloca        | BIC: SMD-02 Monument prehistòric        | Ferreries Son Mercer de Dalt, es Coster de sa Miloca            | 39° 58′ 06″ N, 4° 01′ 17″ E / 39.968212°N,4.021328°E | RI-51-0003498 | Carregueu una nova foto d'aquest monument |
| Hipogeu de Son Mercer de Dalt / tanca de ses Pedreres         | BIC: SMD-05 Monument prehistòric        | Ferreries Son Mercer de Dalt, tanca de ses Pedreres             |                                                      | SMD-05        | Carregueu una nova foto d'aquest monument |
| Coves de Son Triai                                            | BIC: SOT-03 Monument prehistòric        | Ferreries Son Triai, barranc de Binissaïd                       |                                                      | SOT-03        | Carregueu una nova foto d'aquest monument |